# Albert Oldman
Albert Leonard Oldman (18. november 1883 - 15. januar 1961) var en britisk bokser som deltog i OL 1908 i London.
Oldman blev olympisk mester i boksning under OL 1908 i London. Han vandt en guldmedalje i vægtklassen sværvægt.